# Uusisaari
Uusisaari is een onbewoond eiland in de Zweedse Kalixälven. Het eiland heeft geen oeververbinding. Het meet nog geen hectare. Het ligt ten noordoosten van Narken.